# Roccapelago
Roccapelago è una frazione di Pievepelago in provincia di Modena. Dista dalla sede comunale circa 5 chilometri.

## Geografia fisica
Il centro abitato, tra i più piccoli del comune, sorge sulla strada comunale che collega il capoluogo comunale alla frazione di Sant'Annapelago, ad un'altitudine di 1.095 m s.l.m. Circondato dalle montagne, si trova prossimo alla cima del Sasso Tignoso, roccia unica in tutto l'Appennino Modenese, che nelle leggende locali è considerato antica dimora di una strega.

## Storia
Nel territorio è attestata dai ritrovamenti una frequentazione umana durante il neolitico.
Il centro abitato è il più antico tra le frazioni della valle del Pelago. Il condottiero Obizzo da Montegarullo, in epoca medievale, vi costruì una Rocca/castello, dalla quale il paese prese successivamente il nome. Il nome di Obizzo era, all'epoca, sinonimo di terrore per le popolazioni dell'alto Frignano. Al 1585 si deve la ricostruzione della chiesa parrocchiale, ricca di affreschi e reperti artistici del tardo Rinascimento, distrutta poco prima da un incendio. Ogni anno viene celebrata, con una breve processione religiosa per le vie del paese, la festa patronale di San Rocco (16 agosto).

## Monumenti e luoghi d'interesse
- Rocca
- Museo delle Mummie

In alcune sale, recentemente restaurate, è stata allestita una mostra permanente con reperti storici risalenti ai periodi del basso medioevo e del Rinascimento. Sono presenti alcuni plastici riproducenti battaglie medioevali tra lucchesi e modenesi risalenti al medioevo.
- Chiesa della Conversione di San Paolo a Pievepelago

Nella cripta, messa in luce nel corso delle indagini archeologiche condotte tra il 2010 ed il 2011 e posta sotto il pavimento dell'attuale chiesa, è stato rinvenuto un antico luogo di sepoltura con all'interno corpi mummificati, alcuni dei quali ancora in discreto stato di conservazione. Si possono ora osservare dodici mummie naturali, databili tra il XVI ed il XVIII secolo, delle circa trecento ritrovate.